# 日立インダストリアルプロダクツ
株式会社日立インダストリアルプロダクツ（ひたちインダストリアルプロダクツ、英: Hitachi Industrial Products, Ltd.）は、日本の電機メーカーであり、日立グループの企業。電機システム事業と機械システム事業における製品の開発、生産、販売、サービスを行っている。

## 概要
社会・産業システムの中で、製品事業に特化した企業である。2018年3月期事典の売上高1290億円。日立グループに属し、国内外で計9社を傘下に置いている。
前身は、現在の茨城県日立市にあった銅と硫化鉄鉱を産出する久原鉱業所日立鉱山である。日立鉱山を母体として久原財閥が誕生し、久原財閥の流れを受けて日産コンツェルンが形成された。また、日立鉱山で使用する機械の修理製造部門が、1910年に国産初の5馬力誘導電動機（モーター）を完成させて、日立製作所が設立された。やがて日本最大規模の総合電機メーカー、そして世界有数の大手電機メーカーとして発展した日立製作所から、創業以来製作を続けている誘導電動機（モーター）など、電機・機械システムにおける製品事業の部門が2019年4月1日に承継された。

## 歴史

### 歴代社長
| 代             | 氏名     | 在任期間        |
| -------------- | -------- | --------------- |
| 代表(社長空席) | 中村慎   | 2018年 - 2019年 |
| 初代           | 小林圭三 | 2019年 -        |

### 沿革
- 1906年10月 - 東京電燈（現在の東京電力ホールディングス）の小平浪平が久原鉱業所（日産グループの前身、現・ENEOSホールディングス。JX金属・ENEOS等の持株会社）日立鉱山に工作課長として入社。これは前年に日立鉱山を設立していた久原房之助の招請によるものである。
- 1908年12月 - 茨城県日立村大雄院に鉱山機械の修理工場を建設。同工場が日立創業の地とされる
- 1910年 - 創業。国産第1号の5馬力誘導電動機を3台製作
- 1911年 - 日立鉱山から独立し、久原鉱業所日立製作所とする。現在の日立事業所の前身。
- 1918年 - 日立製作所、本社を東京へ移転（久原鉱業所日立製作所を日立製作所日立工場とする）
- 1920年 - 株式会社日立製作所として完全独立
- 2013年4月1日 - 土浦事業所の前身である日立プラントテクノロジーが、日立製作所に吸収合併される[4]。
- 2018年11月1日 - 日立インダストリアルプロダクツ設立。
- 2019年4月1日 - 日立製作所の産業機器部門を吸収分割により承継し、株式会社日立インダストリアルプロダクツが誕生。

## 組織・設備

### 製造拠点
- 日立事業所（茨城県日立市。JR日立駅よりバス、芝内下車、徒歩2分） - 1911年（明治43年）年設立。日立グループ創業の工場（旧・山手工場）。製品は高圧モーター、発電機など。
- 大みか事業所（茨城県日立市。JR大甕駅より徒歩15分） - 1969年（昭和44年）設立。日立製作所大みか事業所の敷地内に位置する。製品は高圧ダイレクトインバーター、電気鉄道用変換装置、PCS（直流交流交換装置）、無停電電源装置（UPS）、産業用コンピュータなど。
- 土浦事業所（茨城県土浦市。JR神立駅より徒歩15分） - 1974年（昭和49年）設立。2006年から2013年まで、日立プラントテクノロジーの工場であった。製品はポンプ、ファン、ブロワ、圧縮機、物流・搬送システムなど。

### 本社
- 住友不動産秋葉原ファーストビル（東京都。秋葉原駅より徒歩5分）

## 事業部門

### インダストリー
日立インダストリアルプロダクツの中核事業。主な製品・サービスとして産業用機器を扱う。詳細については、製造拠点の項目を参照。

### その他
日立鉱山で使う電動機（電動モーター）の修理事業が同社の源流となったためか、モーターに於いては同業の東芝や三菱電機と肩を並べるブランドの一つとなっている。日立製作所は、「モートル（モーター）の日立」とも言われ、多くの技術者、電気店に異名が浸透しているが、そのモーター事業を承継したのが日立インダストリアルプロダクツで、日立製作所の製品に使用される大型モーターを製造している。
ちなみに、同社発祥の地である茨城県日立市には、「モーター最中（もなか）」（地元「青柳製菓」の製品）という名物のお菓子がある。